# Pedro Pablo Velasco
Pedro Pablo Velasco Arboleda (Esmeraldas, 29 giugno 1993) è un calciatore ecuadoriano, difensore del Orense.

## Caratteristiche tecniche
È un terzino destro.

## Carriera

### Nazionale
È stato convocato dalla nazionale ecuadoriana per disputare la Copa América 2019.